# Synsphyronus lathrius
Espèce
Synsphyronus lathrius est une espèce de pseudoscorpions de la famille des Garypidae.

## Distribution
Cette espèce est endémique du Goldfields-Esperance en Australie-Occidentale. Elle se rencontre vers Norseman et Madura.

## Description
Les mâles mesurent de 3,4 à 3,8 mm et les femelles de 3,7 à 4,6 mm.

## Publication originale
- Harvey, 1987 : A revision of the genus Synsphyronus Chamberlin (Garypidae: Pseudoscorpionida: Arachnida). Australian Journal of Zoology, Supplementary Series, no 126, p. 1-99.